# Gmina Miasteczko Krajeńskie
Die Gmina Miasteczko Krajeńskie anhörenⓘ ist eine Stadt-und-Land-Gemeinde (gmina miejsko-wiejska) im Powiat Pilski der Woiwodschaft Großpolen in Polen. Ihr Sitz ist die gleichnamige Stadt (deutsch Friedheim, bis 1874 Miastetzko) mit etwa 1150 Einwohnern.

## Geographie
Die Gemeinde liegt im Norden der Woiwodschaft. Die Kreisstadt Piła (Schneidemühl) liegt zwölf Kilometer westlich. Nachbargemeinden sind Wysoka im Norden, Białośliwie im Osten, Szamocin im Südosten, Chodzież (Landgemeinde) im Südwesten und Kaczory im Westen. Die Netze (Noteć) bildet die Südgrenze der Gemeinde.

## Geschichte
Die Landgemeinde wurde 1973 aus Gromadas und dem Ort Miasteczko Krajeńskie, der die Stadtrechte verlor, gebildet. Zwei Jahre später kam die Gemeinde von der Woiwodschaft Bydgoszcz zur Woiwodschaft Piła, der Powiat Wyrzyski wurde aufgelöst. Zum 1. Januar 1999 kam sie zum Powiat Pilski und der Woiwodschaft Großpolen. Zum 1. Januar 2023 wurde Miasteczko Krajeńskie wieder zur Stadt erhoben und die Gemeinde damit zur Stadt-und-Land-Gemeinde.
Das Gemeindewappen zeigt den Zirkuswagen des Bauern und „Nationalhelden“ Michał Drzymała, der in Grabówno gestorben und in Miasteczko Krajeńskie begraben ist.

## Gliederung
Zur Stadt-und-Land-Gemeinde (gmina miejsko-wiejska) Miasteczko Krajeńskie gehören acht Dörfer mit Schulzenämtern (sołectwa; amtliche deutsche Namen bis 1919/1945):
- Arentow (1943–1945 Arnswalde)[3]
- Brzostowo (Brostowo)[3]
- Grabionna (1943–1945 Kaiserswalde)[3]
- Grabówno (Grabowo, Grabau, 1943–1945 Waldgrabau)[3][4]
- Miasteczko-Huby (Friedheim Abbau)
- Miasteczko Krajeńskie (Friedheim)
- Okaliniec (1943–1945 Amalienhof)[3]
- Wolsko (Wolsko)[3]

Ein kleinerer Ort der Gemeinde ist Solnówek.

## Verkehr
Durch den Norden der Gemeinde verläuft die Landesstraße DK10, die ehemalige Reichsstraße 104.
Der Bahnhof Miasteczko Krajeńskie liegt an der Bydgoszcz–Piła.
An der ehemaligen Bromberger Kreisbahn (Bydgosko-Wyrzyskie Koleje Dojazdowe, BWKD) bestanden die Bahnhöfe Augustynowo, Grabionna und Grabówno.

## Persönlichkeiten
In Miasteczko Krajeńskie wurde der „Nationalheld“ Michał Drzymała (1857–1937) begraben.